# Готье, Жан-Франсуа
Жан-Франсуа Готье (фр. Jean François Gauthier, 6 октября 1708 — 10 июля 1756) — французский ботаник, один из первых исследователей флоры Канады, а также врач, метеоролог, зоолог и минералог.

## Биография
Жан-Франсуа Готье родился 6 октября 1708 года.
В ноябре 1742 года он установил в Квебеке первую канадскую метеостанцию.
Умер в Квебеке 10 июля 1756 года.

## Научная деятельность
Жан-Франсуа Готье занимался исследованием флоры Канады, медициной, метеорологией, зоологией и минералогией.

## Научные работы
Общий объём научных работ Готье составлял около 1500 рукописных страниц.

## Почести
В его честь был назван род растений Гаультерия (лат. Gaulthéria).